# Clossiana aili
Clossiana aili är en fjärilsart som beskrevs av Kontuniemi 1939. Clossiana aili ingår i släktet Clossiana och familjen praktfjärilar. Inga underarter finns listade i Catalogue of Life.